# Shuhei Mizoguchi
Shuhei Mizoguchi (japanisch 溝口 修平 Mizoguchi Shuhei; * 13. Februar 2004 in der Präfektur Ibaraki) ist ein japanischer Fußballspieler.

## Karriere
Shuhei Mizoguchi erlernte das Fußballspielen in der Jugendmannschaft  der Kashima Antlers. Hier unterschrieb er am 1. Februar 2022 auch seinen ersten Vertrag. Der Verein aus Kashima, einer Stadt in der Präfektur Ibaraki, spielte in der ersten japanischen Liga. In seiner ersten Saison kam er nicht zum Einsatz. Sein Erstligadebüt gab Shuhei Mizoguchi am 25. April 2023 (8. Spieltag) im Heimspiel gegen Vissel Kōbe. Bei der 1:5-Heimniederlage wurde er in der 70. Minute für Kōki Anzai eingewechselt.